# مجزرة شارع الوحدة
مجزرة شارع الوحدة أو مجزرة حي الرمال هي مجزرة نفذتها القوات الإسرائيلية أثناء الحرب على غزة 2021، تم تنفيذها في يوم 16 مايو 2021، وصفت هذه المجزرة بأنها إعدام جماعي بحق السكان المدنيين في شارع الوحدة الواقع في وسط قطاع غزة ويبلغ طوله 3300 م تقريباً, وتتركز على طوله مجموعة من المحال التجارية.

## تفاصيل المجزرة
في يوم الأحد الموافق 16 مايو 2021 و بعد منتصف الليل قام سلاح الطيران الإسرائيلي بشن سلسلة من الغارات على شارع الوحدة الواقع في وسط قطاع غزة واستمر القصف الإسرائيلي على شارع الوحدة حتى ساعات الفجر الأولى ونجم عن ذلك استشهاد 46 مواطناً، من بينهم عشرة نساء وثمانية أطفال، بالإضافة إلى خمسين إصابة، بجراح مختلفة معظمهم من الأطفال والسيدات، في استهداف عدة منازل في شارع الوحدة وسط مدينة غزة. واستهدف القصف عدة منازل من بينها منزل عائلة الكولك والتي -بناءً على أقوال الناجين ووزارة الصحة الفلسطينية- استشهد معظم افرادها في هذه المذبحة. كما استشهد في الغارات طبيبان من أطباء وزارة الصحة هما الدكتور أيمن أبو العوف أخصائي الباطنة والصدرية ورئيس قسم مرضى الكورونا في مستشفى الشفاء، إضافة إلى الدكتور معين العالول أخصائي طب الباطنة والأعصاب.

### تحقيق نيويورك تايمز
في يونيو 2021 نشرت صحيفة نيويورك تايمزتحقيقاً مصوراً حول الغارات وأهدافها أرفقته بتحليل للفيديوهات التي نشرها جيش الاحتلال الإسرائيلي من تلك الليلة إضافة إلى صور فضائية ومقاطع صورت بعيد الغارات إضافة إلى شهادات للناجين، وخلصت إلى استنتاج بأن جميع المنازل المدمرة قد انهارت بفعل غارات إسرائيلية مباشرة بقنابل خارقة للتحصينات وليس بسبب انهيارات تحت الأرض ناتجة عن استهداف أنفاق كما ادعى جيش الاحتلال، كما أوردت اعترافاً على لسان مسؤولين في جيش الاحتلال أن الغارات قد استهدفت المنطقة بأكملها نظراً لغياب معلومات دقيقة حول موقع وحجم مركز للقيادة والسيطرة ادعوا تواجده في المنطقة.

## ضحايا المجزرة[7][8][9][10][11][12][13]

### عائلة الكولك
أسماء ضحايا عائلة الكولك:
1. أمين محمد الكولك (85 عاما)
2. بهاء أمين محمد الكولك (49 عاماً)
3. فواز أمين محمد الكولك (63 عاما)
4. عبد الحميد فواز أمين الكولك (23 عاما)
5. ريهام فواز أمين الكولك (33عاما)
6. سامح فواز أمين الكولك (28 عاما)
7. قصي سامح فواز الكولك (عام واحد)
8. عزات معين محمد الكولك (44 عاما)
9. آدم عزات الكولك (3 أعوام)
10. زيد عزات الكولك (8 أعوام)
11. محمد معين محمد الكولك (42 عاما)
12. حلا محمد معين الكولك (13 عاماً)
13. يارا محمد معين الكولك (10 أعوام)
14. رولا محمد معين الكولك (6 أعوام)
15. طاهر شكري الكولك (23 عاما)
16. أحمد شكري الكولك (17 عاما)
17. هناء شكري الكولك (15 عاماً)
18. دعاء عمر الكولك (الحتة)، (37 عاماً)
19. محمد عوني الكولك (17 عاما)
20. آيات إبراهيم الكولك (19 عاما)
21. أمل جميل الكولك (التتر)، (44 عاما)
22. سعدية يوسف الكولك (84 عاما)
23. ختام موسى الكولك (التتر)

### عائلة أبو العوف
أسماء ضحايا عائلة أبو العوف:
1. الدكتور في قسم الباطنة أيمن أبو العوف (50 عاما)
2. الدكتور توفيق إسماعيل أبو العوف (80 عاماً)
3. مجدية خليل أبو العوف (82 عاماً)
4. ريم أحمد أبو العوف (41 عاماً)
5. توفيق أيمن أبو العوف (17 عاماً
6. تالا أيمن أبو العوف (12 عاماً)
7. صبحية إسماعيل أبو العوف (73 عاماً)
8. شيماء علاء أبو العوف (21 عاماً)
9. روان علاء أبو العوف (19 عاماً)
10. ديانا زياد اليازجي (أبو العوف)، توفيت لاحقاً متأثرة بإصابتها (46 عاماً)

### عائلة الإفرنجي
أسماء ضحايا عائلة الإفرنجي:
1. رجاء صبحي الإفرنجي (أبو العوف) (41 عاماً) وكانت تعمل معالجة نفسية، واستشهد معها أطفالها الأربعة التالية أسماؤهم
2. ديمة رامي الإفرنجي (16 عاماً)
3. يزن رامي الإفرنجي (13 عاماً)
4. ميرا رامي الإفرنجي (12 عاماً)
5. أمير رامي الإفرنجي (9 أعوام)

### عائلة اشكنتنا
أسماء ضحايا عائلة اشكنتنا:
1. عبير نمر اشكنتنا (30 عامًا) وأطفالها
2. زين رياض اشكنتنا (8 أعوام)
3. يحيى رياض اشكنتنا (5 أعوام)
4. لانا رياض اشكنتنا (4 أعوام)
5. دانا رياض اشكنتنا (9 أعوام)

### شهداء آخرون
1. حازم عادل القمع 48 عامًا
2. معين أحمد العالول 66 عاماً
3. لؤي محمد عودة 54 عاماً